# Ragnacari
Ragnacari, fou un rei dels francs a Cambrai, mort pel seu cosí Clodoveu I

## Biografia
Gregori de Tours conta que Ragnacari, rei de Cambrai, que tenia un conseller de nom Farró, s'aprofitava de les filles dels seus súbdits, i fins i tot dels seus parents. Quan Clodoveu I va tenir notícies del seu comportament, va decidir posar-hi fi aixecant els vassalls de Ragnacari contra el seu rei. Ragnacari va ser fet presoner amb el seu germà Riquer. Clodoveu els va matar d'un cop de destral, després es va desfer del tercer germà, que va fer matar a Le Mans. Aquest tercer germà és anomenat Renomir per Gregori de Tours, nom corregit més sovint en Rignomer o Rignomir o Ragnomer/Ragnomir, fins i tot Ricomer. Quant a la localització del regne de Rignomer, és assumpte a debat. Godefroid Kurth estima que Clodoveu mai no hauria deixat un príncep franc aconseguir un regne a Le Mans després de la conquesta del nord de la Gàl·lia, què Rignomer tenia el títol reial en tant que membre mascle de la família reial i va morir a Le Mans sense per això ser-ne el rei però l'historiador contemporani Michel Rouche pensa que Aegidius, pare de Siagri, havia instal·lat Rignomer com a cap militar i governador de Le Mans.
Tanmateix, l'època en què se situa aquest esdeveniment és imprecisa. Gregori de Tours la col·loca al final del regnat de Clodoveu, és a dir cap a 510. Però Godefroid Kurth ha qüestionat aquesta data, estimant que Gregori de Tours tenia les seves informacions de la tradició popular i que aquesta, un mig segle més tard, no data amb precisió. Com també hauria obtingut de la tradició popular el relat de les tres eliminacions de Cloderic, Khararic (Cararic) i Ragnacari, els hauria col·locat al mateix període, és a dir al final del regnat de Clodoveu. Kurth pensa a més a més que després del 507, Clodoveu estava ocupat a organitzar l'administració de l'Aquitània, recentment conquerida, i no tenia temps de combatre els altres regnes francs. A més Cararic i Ragnacari van combatre a Soissons el 486, però ja no participen en les campanyes següents. També Kurth col·loca la conquesta del regne de Cambrai entre 487 i 491, i el de Khararic el 491

## Ascendència

### Certeses
Gregori de Tours diu clarament que tenia dos germans, Ricari (o Riquer) i Renomir/Renomer (o Rignomir/Rignomer, Ragnomir/Ragnomer o Ricomer). El testimoni se situa mig segle després dels fets i no està contradit.

### Quasi-certeses
El seu regne tenia per a seu la ciutat de Cambrai, conquerida per Clodion el Cabellut entre 448 i 451 Com hi havia almenys una línia procedent de Clodió encara activa, és doncs molt probable que Ragnacari i els seus germans siguin descendents de Clodió.

En relació amb els altres descendents de Clodió, una genealogia dels reis francs, redactada a Austràsia cap a 629 o 639 dona el text següent: 
| « | Clodió fou el primer rei dels francs. Clodio va engendrar Clodebald; Clodebald va engendrar Meroveu; Meroveu va engendrar Khildebrict. Khildebrict va engendrar Genniod. Genniod va engendrar Khilderic; Khilderic va engendrar Clodoveu. | » |

 Aquesta genealogia és errònia, però prové probablement d'una llista de reis francs que hauria calgut llegir així: Clodió fou el primer rei dels Francs. Clodió va engendrar a Clodebald i Meroveu. Meroveu va engendrar a Khildebrict (= Khildebert o Khilperic ?) Genniod (= Gennebald ?) i Khilderic. Khilderic va engendrar Clovis. El que suporta aquesta interpretació, és que una altra genealogia, redactada a Nèustria entre 584 i 629, confirma que Clodebald és fill de Clodió.

### Hipòtesis
N'hi ha dues; una basada en l'onomàstica i una en la situació dels regnes.

#### Primera hipòtesi
En una de les seves cartes Sidoni Apol·linar conta la vinguda a Lió el 469 d'un príncep franc amb l'objectiu de casar-se. La seva esposa no és precisada, però és molt probable que fos filla del sobirà de Lió, és a dir sigui Khilperic I de Burgúndia (segons Christian Settipani), o bé el seu germà Gondioc (segons Franz Staab), tots els dos reis dels burgundis. La motivació d'aquest matrimoni seria una aliança comuna dels burgundis i dels Francs ripuaris contra els alamans. Sigemer, en tant que Franc ripuari seria fill de Clodebald. Una altra princesa burgúndia de nom Ragnaquilda es va casar amb Euric, rei dels visigots. Christian Settipani hi veu una coincidència onomàstica i proposa considerar Ragnacari i els seus germans com fills de Sigemer i nebots de Ragnaquilda.
|                                     |                                     |                                     |                                     |                                     |                                     |                                 |                                 |                                 |                                 |         |         | Clodió el Cabellut († 451) rei dels Francs |         |  |  |           |           |                          |                          |                          |                          |                          |                          |                              |                              |                              |                              |                              |                              |            |            |                                           |                                           |                                           |                                           |                                           |                                           |                             |                             |                                                                      |                                                                      |                                                                      |                                                                      |                                                                      |                                                                      |  |  |  |  |  |  |  |  |  |  |  |  |  |  |  |  |  |  |  |  |  |  |  |  |  |  |
|                                     |                                     |                                     |                                     |                                     |                                     |                                 |                                 |                                 |                                 |         |         |                                            |         |  |  |           |           |                          |                          |                          |                          |                          |                          |                              |                              |                              |                              |                              |                              |            |            |                                           |                                           |                                           |                                           |                                           |                                           |                             |                             |                                                                      |                                                                      |                                                                      |                                                                      |                                                                      |                                                                      |  |  |  |  |  |  |  |  |  |  |  |  |  |  |  |  |  |  |  |  |  |  |  |  |  |  |
|                                     |                                     |                                     |                                     |                                     |                                     |                                 |                                 |                                 |                                 |         |         |                                            |         |  |  |           |           |                          |                          |                          |                          |                          |                          |                              |                              |                              |                              |                              |                              |            |            |                                           |                                           |                                           |                                           |                                           |                                           |                             |                             |                                                                      |                                                                      |                                                                      |                                                                      |                                                                      |                                                                      |  |  |  |  |  |  |  |  |  |  |  |  |  |  |  |  |  |  |  |  |  |  |  |  |  |  |
|                                     |                                     |                                     |                                     | Meroveu († 457) rei dels Francs     | Meroveu († 457) rei dels Francs     | Meroveu († 457) rei dels Francs | Meroveu († 457) rei dels Francs | Meroveu († 457) rei dels Francs | Meroveu († 457) rei dels Francs |         |         |                                            |         |  |  |           |           |                          |                          |                          |                          |                          |                          | Clodebald rei dels Francs    | Clodebald rei dels Francs    | Clodebald rei dels Francs    | Clodebald rei dels Francs    | Clodebald rei dels Francs    | Clodebald rei dels Francs    |            |            | Gondioc ou Khilperic I rei dels Burgundis | Gondioc ou Khilperic I rei dels Burgundis | Gondioc ou Khilperic I rei dels Burgundis | Gondioc ou Khilperic I rei dels Burgundis | Gondioc ou Khilperic I rei dels Burgundis | Gondioc ou Khilperic I rei dels Burgundis |                             |                             | Ragnahild o Ragnaquilda princesa burgúndia x Euric rei dels Visigots | Ragnahild o Ragnaquilda princesa burgúndia x Euric rei dels Visigots | Ragnahild o Ragnaquilda princesa burgúndia x Euric rei dels Visigots | Ragnahild o Ragnaquilda princesa burgúndia x Euric rei dels Visigots | Ragnahild o Ragnaquilda princesa burgúndia x Euric rei dels Visigots | Ragnahild o Ragnaquilda princesa burgúndia x Euric rei dels Visigots |  |  |  |  |  |  |  |  |  |  |  |  |  |  |  |  |  |  |  |  |  |  |  |  |  |  |
|                                     |                                     |                                     |                                     | Meroveu († 457) rei dels Francs     | Meroveu († 457) rei dels Francs     | Meroveu († 457) rei dels Francs | Meroveu († 457) rei dels Francs | Meroveu († 457) rei dels Francs | Meroveu († 457) rei dels Francs |         |         |                                            |         |  |  |           |           |                          |                          |                          |                          |                          |                          | Clodebald rei dels Francs    | Clodebald rei dels Francs    | Clodebald rei dels Francs    | Clodebald rei dels Francs    | Clodebald rei dels Francs    | Clodebald rei dels Francs    |            |            | Gondioc ou Khilperic I rei dels Burgundis | Gondioc ou Khilperic I rei dels Burgundis | Gondioc ou Khilperic I rei dels Burgundis | Gondioc ou Khilperic I rei dels Burgundis | Gondioc ou Khilperic I rei dels Burgundis | Gondioc ou Khilperic I rei dels Burgundis |                             |                             | Ragnahild o Ragnaquilda princesa burgúndia x Euric rei dels Visigots | Ragnahild o Ragnaquilda princesa burgúndia x Euric rei dels Visigots | Ragnahild o Ragnaquilda princesa burgúndia x Euric rei dels Visigots | Ragnahild o Ragnaquilda princesa burgúndia x Euric rei dels Visigots | Ragnahild o Ragnaquilda princesa burgúndia x Euric rei dels Visigots | Ragnahild o Ragnaquilda princesa burgúndia x Euric rei dels Visigots |  |  |  |  |  |  |  |  |  |  |  |  |  |  |  |  |  |  |  |  |  |  |  |  |  |  |
|                                     |                                     |                                     |                                     |                                     |                                     |                                 |                                 |                                 |                                 |         |         |                                            |         |  |  |           |           |                          |                          |                          |                          |                          |                          |                              |                              |                              |                              |                              |                              |            |            |                                           |                                           |                                           |                                           |                                           |                                           |                             |                             |                                                                      |                                                                      |                                                                      |                                                                      |                                                                      |                                                                      |  |  |  |  |  |  |  |  |  |  |  |  |  |  |  |  |  |  |  |  |  |  |  |  |  |  |
| Khilderic I († 481) rei dels Francs | Khilderic I († 481) rei dels Francs | Khilderic I († 481) rei dels Francs | Khilderic I († 481) rei dels Francs | Khilderic I († 481) rei dels Francs | Khilderic I († 481) rei dels Francs |                                 |                                 | Genniod                         | Genniod                         | Genniod | Genniod | Genniod                                    | Genniod |  |  | Khilpéric | Khilpéric | Khilpéric                | Khilpéric                | Khilpéric                | Khilpéric                |                          |                          | Sigemer príncep franc el 569 | Sigemer príncep franc el 569 | Sigemer príncep franc el 569 | Sigemer príncep franc el 569 | Sigemer príncep franc el 569 | Sigemer príncep franc el 569 |            |            | Ne                                        | Ne                                        | Ne                                        | Ne                                        | Ne                                        | Ne                                        |                             |                             |                                                                      |                                                                      |                                                                      |                                                                      |                                                                      |                                                                      |  |  |  |  |  |  |  |  |  |  |  |  |  |  |  |  |  |  |  |  |  |  |  |  |  |  |
| Khilderic I († 481) rei dels Francs | Khilderic I († 481) rei dels Francs | Khilderic I († 481) rei dels Francs | Khilderic I († 481) rei dels Francs | Khilderic I († 481) rei dels Francs | Khilderic I († 481) rei dels Francs |                                 |                                 | Genniod                         | Genniod                         | Genniod | Genniod | Genniod                                    | Genniod |  |  | Khilpéric | Khilpéric | Khilpéric                | Khilpéric                | Khilpéric                | Khilpéric                |                          |                          | Sigemer príncep franc el 569 | Sigemer príncep franc el 569 | Sigemer príncep franc el 569 | Sigemer príncep franc el 569 | Sigemer príncep franc el 569 | Sigemer príncep franc el 569 |            |            | Ne                                        | Ne                                        | Ne                                        | Ne                                        | Ne                                        | Ne                                        |                             |                             |                                                                      |                                                                      |                                                                      |                                                                      |                                                                      |                                                                      |  |  |  |  |  |  |  |  |  |  |  |  |  |  |  |  |  |  |  |  |  |  |  |  |  |  |
|                                     |                                     |                                     |                                     |                                     |                                     |                                 |                                 |                                 |                                 |         |         |                                            |         |  |  |           |           |                          |                          |                          |                          |                          |                          |                              |                              |                              |                              |                              |                              |            |            |                                           |                                           |                                           |                                           |                                           |                                           |                             |                             |                                                                      |                                                                      |                                                                      |                                                                      |                                                                      |                                                                      |  |  |  |  |  |  |  |  |  |  |  |  |  |  |  |  |  |  |  |  |  |  |  |  |  |  |
|                                     |                                     |                                     |                                     |                                     |                                     |                                 |                                 |                                 |                                 |         |         |                                            |         |  |  |           |           |                          |                          |                          |                          |                          |                          |                              |                              |                              |                              |                              |                              |            |            |                                           |                                           |                                           |                                           |                                           |                                           |                             |                             |                                                                      |                                                                      |                                                                      |                                                                      |                                                                      |                                                                      |  |  |  |  |  |  |  |  |  |  |  |  |  |  |  |  |  |  |  |  |  |  |  |  |  |  |
| Clodoveu I († 511) rei dels Francs  | Clodoveu I († 511) rei dels Francs  | Clodoveu I († 511) rei dels Francs  | Clodoveu I († 511) rei dels Francs  | Clodoveu I († 511) rei dels Francs  | Clodoveu I († 511) rei dels Francs  |                                 |                                 |                                 |                                 |         |         |                                            |         |  |  |           |           | Ragnacari rei de Cambrai | Ragnacari rei de Cambrai | Ragnacari rei de Cambrai | Ragnacari rei de Cambrai | Ragnacari rei de Cambrai | Ragnacari rei de Cambrai |                              |                              | Riquer rei                   | Riquer rei                   | Riquer rei                   | Riquer rei                   | Riquer rei | Riquer rei |                                           |                                           | Ragnomer rei (de Le Mans ?)               | Ragnomer rei (de Le Mans ?)               | Ragnomer rei (de Le Mans ?)               | Ragnomer rei (de Le Mans ?)               | Ragnomer rei (de Le Mans ?) | Ragnomer rei (de Le Mans ?) |                                                                      |                                                                      |                                                                      |                                                                      |                                                                      |                                                                      |  |  |  |  |  |  |  |  |  |  |  |  |  |  |  |  |  |  |  |  |  |  |  |  |  |  |

#### Segona hipòtesi
Està basada en la localització dels regnes. Clodió va tenir dos fills i el seu regne va ser partit en dues parts, l'occidental amb Tournai, fou per Meroveu, i l'oriental cap a Colònia fou per Clodebald. Cambrai era de fet prop de Tournai i sembla més lògic considerar aquesta ciutat com formant part de la part de Meroveu. Ragnacari i els seus germans serien llavors fills d'un dels germans de Khilderic. Es pot lamentar l'absència de l'element onomàstic exposat per l'altra hipòtesi. Però hi ha ja dues aliances combinades amb matrimonis entre els francs i els burgundis: la de Sigemer, el 469, i la de Clodoveu amb Clotilde cap a 492. Hi podria molt ben haver hagut una tercera aliança entre els pares de Ragnacari i una princesa burgúndia.
|                                     |                                     |                                     |                                     |                                     |                                     |                                 |                                 |                                 |                                 |                                 |                                 |                          |                          |                          |                          | Clodió el Cabellut († 451) rei dels Francs |         |            |            |            |            |            |            |           |           |                             |                             |                             |                             |                             |                             |  |  |  |  |  |  |  |  |  |  |  |  |  |  |  |  |  |  |  |  |
|                                     |                                     |                                     |                                     |                                     |                                     |                                 |                                 |                                 |                                 |                                 |                                 |                          |                          |                          |                          |                                            |         |            |            |            |            |            |            |           |           |                             |                             |                             |                             |                             |                             |  |  |  |  |  |  |  |  |  |  |  |  |  |  |  |  |  |  |  |  |
|                                     |                                     |                                     |                                     |                                     |                                     |                                 |                                 |                                 |                                 |                                 |                                 |                          |                          |                          |                          |                                            |         |            |            |            |            |            |            |           |           |                             |                             |                             |                             |                             |                             |  |  |  |  |  |  |  |  |  |  |  |  |  |  |  |  |  |  |  |  |
|                                     |                                     |                                     |                                     |                                     |                                     | Meroveu († 457) rei dels Francs | Meroveu († 457) rei dels Francs | Meroveu († 457) rei dels Francs | Meroveu († 457) rei dels Francs | Meroveu († 457) rei dels Francs | Meroveu († 457) rei dels Francs |                          |                          |                          |                          |                                            |         |            |            |            |            |            |            |           |           | Clodebald rei dels Francs   | Clodebald rei dels Francs   | Clodebald rei dels Francs   | Clodebald rei dels Francs   | Clodebald rei dels Francs   | Clodebald rei dels Francs   |  |  |  |  |  |  |  |  |  |  |  |  |  |  |  |  |  |  |  |  |
|                                     |                                     |                                     |                                     |                                     |                                     | Meroveu († 457) rei dels Francs | Meroveu († 457) rei dels Francs | Meroveu († 457) rei dels Francs | Meroveu († 457) rei dels Francs | Meroveu († 457) rei dels Francs | Meroveu († 457) rei dels Francs |                          |                          |                          |                          |                                            |         |            |            |            |            |            |            |           |           | Clodebald rei dels Francs   | Clodebald rei dels Francs   | Clodebald rei dels Francs   | Clodebald rei dels Francs   | Clodebald rei dels Francs   | Clodebald rei dels Francs   |  |  |  |  |  |  |  |  |  |  |  |  |  |  |  |  |  |  |  |  |
|                                     |                                     |                                     |                                     |                                     |                                     |                                 |                                 |                                 |                                 |                                 |                                 |                          |                          |                          |                          |                                            |         |            |            |            |            |            |            |           |           |                             |                             |                             |                             |                             |                             |  |  |  |  |  |  |  |  |  |  |  |  |  |  |  |  |  |  |  |  |
| Khilderic I († 481) rei dels Francs | Khilderic I († 481) rei dels Francs | Khilderic I († 481) rei dels Francs | Khilderic I († 481) rei dels Francs | Khilderic I († 481) rei dels Francs | Khilderic I († 481) rei dels Francs |                                 |                                 |                                 |                                 |                                 |                                 |                          |                          | Genniod                  | Genniod                  | Genniod                                    | Genniod | Genniod    | Genniod    |            |            | Khilperic  | Khilperic  | Khilperic | Khilperic | Khilperic                   | Khilperic                   |                             |                             |                             |                             |  |  |  |  |  |  |  |  |  |  |  |  |  |  |  |  |  |  |  |  |
| Khilderic I († 481) rei dels Francs | Khilderic I († 481) rei dels Francs | Khilderic I († 481) rei dels Francs | Khilderic I († 481) rei dels Francs | Khilderic I († 481) rei dels Francs | Khilderic I († 481) rei dels Francs |                                 |                                 |                                 |                                 |                                 |                                 |                          |                          | Genniod                  | Genniod                  | Genniod                                    | Genniod | Genniod    | Genniod    |            |            | Khilperic  | Khilperic  | Khilperic | Khilperic | Khilperic                   | Khilperic                   |                             |                             |                             |                             |  |  |  |  |  |  |  |  |  |  |  |  |  |  |  |  |  |  |  |  |
|                                     |                                     |                                     |                                     |                                     |                                     |                                 |                                 |                                 |                                 |                                 |                                 |                          |                          |                          |                          |                                            |         |            |            |            |            |            |            |           |           |                             |                             |                             |                             |                             |                             |  |  |  |  |  |  |  |  |  |  |  |  |  |  |  |  |  |  |  |  |
| Clodoveu I († 511) rei dels Francs  | Clodoveu I († 511) rei dels Francs  | Clodoveu I († 511) rei dels Francs  | Clodoveu I († 511) rei dels Francs  | Clodoveu I († 511) rei dels Francs  | Clodoveu I († 511) rei dels Francs  |                                 |                                 |                                 |                                 | Ragnacari rei de Cambrai        | Ragnacari rei de Cambrai        | Ragnacari rei de Cambrai | Ragnacari rei de Cambrai | Ragnacari rei de Cambrai | Ragnacari rei de Cambrai |                                            |         | Riquer rei | Riquer rei | Riquer rei | Riquer rei | Riquer rei | Riquer rei |           |           | Ragnomir rei (de Le Mans ?) | Ragnomir rei (de Le Mans ?) | Ragnomir rei (de Le Mans ?) | Ragnomir rei (de Le Mans ?) | Ragnomir rei (de Le Mans ?) | Ragnomir rei (de Le Mans ?) |  |  |  |  |  |  |  |  |  |  |  |  |  |  |  |  |  |  |  |  |

## Descendència
Els tres germans no tenen descendents coneguts. Sobre la base de l'onomàstica alguns noms són proposats per figurer com a fill d'un dels tres reis :
- Ricomer († vers 530) bisbe de Meaux
- Magnacari († 565), duc dels Francs transjurans, pare de Marcatruda, primera esposa del rei Guntram.
- Ragnoara, princesa « de raça roial », casada amb Pastor, noble d'Orleans, i mare dels bisbes Austreni d'Orléans (de 587 a 604) i d'Aunacari d'Auxerre (de 561 a 605).